# سارم (رودسر)
سارم ، مرکز دهستان اشکور علیا و سیارستاق ییلاقی، روستایی از توابع بخش رحیم‌آباد شهرستان رودسر در استان گیلان ایران است. این روستا با روستاهای لات محله، آغوزکله، بازار محله، تلابن و پوده همسایه بوده و در ۴۸ کیلومتری بخش رحیم آباد و در ۶۳ کیلومتری جنوب شرقی شهرستان رودسر واقع شده‌است.
مساحت باغات کشاورزی فندق این روستا بالغ ۱۳۰ هکتار می‌باشد.
از محصولات کشاورزی این روستا می‌توان فندق گردو لوبیا گل گاو زبان گیاهان دارویی و محصولات دامی شامل شیر پنیر ماست دوغ کشک و نیز سایر محصولات نان سنتی هنرهایی دستی جوراب و … نام برد.
سیاه خانه کش منطقه وگل خانی با چشمه‌ای که در آن هست جزء منطق دیدنی این روستا می‌باشد. نقل است که سیاه خانه کش در گذشته منطقه آبادی بوده‌است که گویا در اثر شیوع بیماری جذام در گذشته مردم آنجا را ترک نموده‌اند.
منطقه سیاه خانه کش این روستا به عنوان یکی از آثار ملی ثبت شده‌است.
این روستا دارای دو بقعه به نام‌های ادهم و روح‌الله می‌باشد.
از مشاهیر این روستا مجتبی باقری سارمی است دارای دکترای اقتصاد از استاد دانشگاه هاروارد می‌باشد

## جمعیت
این روستا در دهستان سیارستاق ییلاقی قرار دارد و براساس سرشماری مرکز آمار ایران در سال ۱۳۸۵، جمعیت آن ۵۱ نفر (۱۸خانوار) بوده‌است.